# Джа (фауністичний резерват)
Фауністичний заповідник Джа, розташований на південному сході Камеруну, є об’єктом Всесвітньої спадщини ЮНЕСКО з 1987 року. 
Річка Джа майже повністю оточує заповідник і утворює природну межу, яка охоплює 5 260 km2.

## Історія

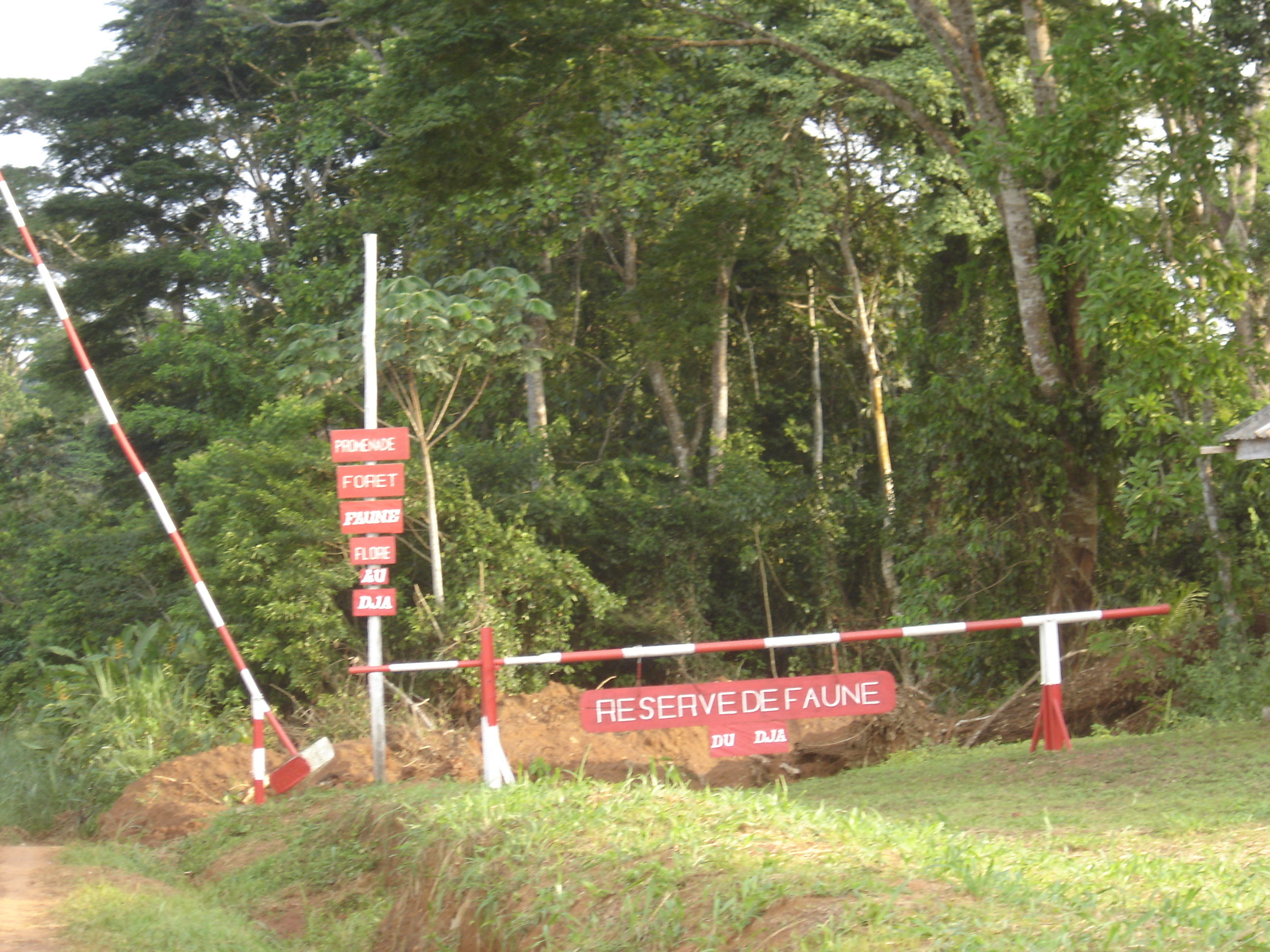
Паркові ворота

Фауністичний заповідник Джа був створений у 1950 році та став об’єктом Всесвітньої спадщини в 1987 році. Він є однією з найбагатших частин густих дощових лісів, басейну Конго. Це один із найбільших і найкраще захищених заповідників у зоні тропічних лісів Африки, близько 90% його площі залишаються недоторканими. Фауністичний заповідник Джа особливо відомий різноманітністю видів приматів, включаючи червонокапелюшкового мангобея, мандрила, дрила, західну рівнинну горилу та шимпанзе . Він примикає до конголезького заповідника національного парку Одзала-Кокуа та габонського національного парку Мінкебе, утворюючи важливу зону для захисту африканських тропічних лісів  басейну Конго.

## Тваринний світ
У заповіднику відомо про понад 1500 видів рослин, понад 107 видів ссавців (включаючи лісових слонів, африканських лісових буйволів і леопардів ) і понад 320 видів птахів. У межах заповідника також існує популяція пігмеїв Бака, які живуть відносно традиційно. Вони надають цьому об’єкту визнану культурну цінність і їм дозволено полювати традиційними методами, хоча сільське господарство та професійне полювання в заповіднику заборонені.